# مسجد العودة (الدرعية)
مسجد العودة هو مسجد تاريخي في محافظة الدرعية بمنطقة الرياض، وسط المملكة العربية السعودية. يعد أحد أقدم المساجد التراثية في المنطقة.

## البناء
بني المسجد على الطراز النجدي السعودي وأُعيد ترميمه عدة مرات، اُستخدم في بناؤه تقنيات البناء بالطين ومواد طبيعية لملائمة البيئة المحلية والمناخ الصحراوي الحار. في آخر عملية ترميم للمسجد وهي من ضمن مشروع الأمير محمد بن سلمان لتطوير المساجد التاريخية، زِيدت مساحة المسجد من 794م2، إلى 1369.82م2 وارتفعت الطاقة الاستيعابية للمصلين من 510 إلى 992 مصلي.

## الترميم
أُختير المسجد من ضمن مساجد المرحلة الثانية من مشروع الأمير محمد بن سلمان لتطوير المساجد التاريخية.